# Pierre Lemoine (1884-1944)
Pour les articles homonymes, voir Pierre Lemoine et Lemoine.
Pierre Le Moine né le 27 octobre 1884, est greffier à la cour d’appel de Rennes pendant l'Occupation. Il est assassiné par la Milice française dans la nuit du 30 juin au 1er juillet 1944.

## Biographie
Il loge au Palais de justice, dans les locaux du Parlement de Bretagne.
Réveillé par un coup de sonnette dans la nuit du 30 juin au 1er juillet 1944, il ouvre sa porte et se trouve devant un groupe de miliciens ; l'un d'entre eux l'abat à l'entrée de son appartement d'une balle de revolver.
Cet attentat fut exécuté à l'initiative du Cercle d’études national-socialiste (CENS) » qui, après l’assassinat de Philippe Henriot, secrétaire d’État à la propagande du Gouvernement de Vichy, désigna à la Milice cinq personnalités rennaises connues pour leurs sentiments anti-allemands ; trois autres Rennais furent victimes des actions de représailles menées dans l'ensemble du pays (Gaëtan Hervé, Louis Volclair et Oscar Leroux),,.
Une rue porte son nom dans le quartier sud de Rennes, perpendiculaire aux boulevards Oscar Leroux et Louis Volclair.

### Sources et bibliographie
- Commission d'information historique pour la paix du département d'Ille-et-Vilaine, Mémoire de Granit 1939-1945, Rennes, 1991, 273 p., p. 93 Biographies des anciens combattants résistants, déportés et victimes de guerre dont le nom a été donné à une rue, place ou square dans les communes du département
- Jean-Yves Andrieux (introduction et annotations) et Catherine Laurent (préf. Edmond Hervé), Quelques Souvenirs : Jean Janvier, maire de Rennes, Rennes, éd. Presses universitaires de Rennes, coll. « Mémoire commune », janvier 2001, 340 p. (ISBN 978-2-86847-550-3)